# Guerra degli alleati (220-217 a.C.)
La guerra sociale o guerra degli alleati, fu combattuta dal 220 al 217 a.C. tra la Lega achea, comandata da Filippo V di Macedonia, e la Lega etolica, alleata di Sparta ed Elea; si concluse con la pace di Naupatto.

## Antefatti
La conclusione della Prima guerra illirica, detta anche Guerra di Demetrio, lasciava l'Etolia con un territorio tanto vasto quanto non lo era mai stato prima. Nel tentativo di espandersi ulteriormente a spese della Tessaglia, approfittando del recente indebolimento dei Macedoni che la controllavano, ne causarono una violenta reazione, la prima in quasi 40 anni. Ciò inasprì le reciproche relazioni negli anni che seguirono.
Nacque dunque una nuova alleanza tra la Macedonia, l'Epiro, la Beozia e l'Acaia, alleanza tanto forte da dare il quasi assoluto controllo della Grecia da parte dei Macedoni e la simmachia ellenica. In quel periodo, dal 229 al 221 a.C., a reggere le sorti della Macedonia era Antigono III Dosone tutore e cugino dell'erede al trono Filippo V di Macedonia, ancora di troppo giovane età.
La Lega etolica iniziò a prendere contromisure difensive, essendo ormai quasi completamente circondata da questa nuova alleanza. Ormai era l'unico territorio che si opponeva al totale controllo della Macedonia sulla Grecia e l'Etolia sentiva questa minaccia piuttosto imminente.
Ariston, stratega della Lega etolica, impresse una nuova e radicale politica, in modo da prevenire attivamente un ulteriore decadimento delle posizioni dell'Etolia nello scenario internazionale. Nello specifico gli etoli erano allarmati dall'alleanza che si stava formando tra gli Achei e il territorio di Messenia, nel sudovest del Peloponneso. Se questo fosse accaduto, l'Etolia sarebbe stata completamente circondata da alleati della Lega Achea. Per questo motivo Ariston mandò forze di spedizione verso la città di Figaleia, in Messenia, per esercitare una maggior pressione. Nel tragitto queste forze assalirono e saccheggiarono numerose città achee, creando ancora maggior risentimento.
Le cause reali dei problemi che intercorrevano tra le due leghe, quella etolica e quella achea, non erano le occasionali alleanze o dispute, ma avevano radici profonde di diversa visione politica e di diversi metodi attuativi. Laddove la Lega Achea era solita utilizzare politiche intimidatorie e l'uso della forza bellica per ottenere i propri scopi, la Lega etolica era più propensa ad utilizzare vie più diplomatiche e prudenti, sostanzialmente non violente, nella maggior parte dei casi. Essi ebbero un solo conflitto sin dal 278.

Peloponneso in età antica

L'Etolia si schierò infine con Sparta, nel 227. Questa presa di posizione decretò ufficialmente la fine di ogni legame tra la Lega Etolica e quella Achea. Sparta voleva fortemente questa alleanza perché le consentiva di avvicinarsi ad Elis e ciò l'avrebbe aiutata nella loro campagna militare nel nordovest dell'Acaia. Tutto questo acuì ancora di più i sentimenti ostili degli Ellenici verso gli etoli, sentendo questo come un voltafaccia nel loro conflitto contro Sparta.
Ormai in età adulta e acquisita la reggenza a pieno titolo, Filippo V di Macedonia riunì i membri della Lega Achea a Corinto, dove si discusse dei problemi concernenti la Lega etolica. Arato di Sicione e altri membri elencarono una serie di rimostranze verso gli etoli, molte delle quali abbracciavano un periodo lungo di anni. Filippo rispose a queste lagnanze con una dichiarazione di guerra nei confronti dell'Etolia da parte della Lega Achea. Benché agisse in qualità di membro della Lega Achea, Filippo era molto interessato alla guerra perché lo avrebbe reso padrone della Lega Achea e avrebbe consolidato il potere della Macedonia sulla Grecia. Ciò era esattamente quello che gli etoli avevano cercato di evitare sin dal 222.
Benché tutti i membri della Lega Achea si dimostrassero favorevoli alla guerra contro la Lega etolica, solo Filippo e gli Achei erano davvero intenzionati ad intraprenderla. Questa titubanza da parte dei restanti membri era anche il risultato del lavoro diplomatico degli etoli svolto negli anni precedenti.

## Svolgimento
Nella primavera del 220 a.C., gli etoli marciarono attraverso il centro di Acaia e si stabilirono in Figaleia, a sud dell'Acaia. Gli achei non erano in grado di combattere questa minaccia da soli, e quindi Arato di Sicione, stratega della Lega achea inviò dei rappresentanti a Filippo V chiedendo l'aiuto dei simmachi. La Macedonia era riluttante, in un primo momento. Ma, dopo l'alleanza tra l'Etolia e l'Illiria, regione confinante con la Macedonia, Filippo marciò a sud di Corinto, nel Peloponneso e riunì tutti i suoi alleati. Lì unanimemente presero la decisione di muovere guerra contro l'Etolia. Filippo V, che era di fatto a capo della Lega Achea, inviò una forza a Creta per sostituirvi gli etoli nel controllo dell'isola, cosa che avvenne. Nel mentre egli tornava in Macedonia per trascorrervi l'inverno e mettere a punto i preparativi per la guerra, tra cui ottenere l'assicurazione di fedeltà degli Illiri e l'uso della loro flotta contro gli etoli.
Durante questi preparativi gli giunse la notizia della morte del re di Sparta, Cleomene III. Cleomene III aveva trovato riparo in Egitto a séguito della sconfitta nella Battaglia di Sellasia, nel 222, e ivi accolto da Tolomeo III. Quando il potere passò al figlio Tolomeo IV, la politica egiziana cambiò schieramento e Cleomene III fu arrestato e costretto al suicidio. Come successore di Cleomene III fu nominato Licurgo, ed egli prontamente strinse alleanza con la Lega etolica.
Nell'estate del 219 a.C. Sparta ed i suoi alleati, l'Etolia ed l'Elis, presero l'iniziativa in Acaia su tre fronti: Sparta attaccò da Sud, l'Elis da ovest e gli Etoli da nord. Verso la fine dell'estate, l'Acaia era ormai vicina al collasso. Filippo V, nel frattempo stava marciando lungo la costa occidentale dell'Etolia cominciando dall'Epiro e finendo a Calidone, dove ricevette la notizia di un'imminente invasione della Macedonia. Prontamente tornò in patria, ma l'invasione non ebbe mai luogo.
Nell'inverno del 219-218 a.C. Filippo prese il comando del suo esercito a Corinto, e, con una marcia che colse di sorpresa l'Elis, andò giù verso la regione meridionale di vittoria in vittoria fino a riconquistare Figaleia. Poi si trasferì di nuovo attraverso l'Acaia e da lì si indirizzò verso la parte a settentrione dell'Elis, ripetendone i successi. Inoltre, quell'estate del 219 a.C., fece una sortita via mare verso l'Etolia, devastò la città di Thermos nel bel mezzo della terra etolica, e poi tornò indietro a Figaleia. Da lì navigò indietro verso Corinto e marciò verso Sparta, dove mise a ferro e fuoco ripetutamente i territori prima di tornare a Corinto, pressato dai soldati insoddisfatti dalle basse rese dei saccheggi. Dopo un tentativo fallito di una trattativa di pace, Filippo tornò a casa per l'inverno del 218-217 a.C.
Nell'estate del 217 a.C., Arato riuscì ad organizzare le difese dell'Acaia e resistere alle razzie perpetuate dagli elei. Allo stesso tempo, Filippo V prese la città di Tebe Ftie in Acaia Ftiotide, dopo breve assedio, e gli abitanti venduti come schiavi. Durante questo periodo, ricevette la notizia che i Romani erano stati sconfitti da Annibale nella battaglia del lago Trasimeno. Decise dunque di porre fine alla guerra contro la Lega etolica al fine di focalizzare le sue attenzioni su Roma, siglando la Pace di Naupatto.

## Conseguenze
Come conseguenza immediata della Guerra degli Alleati, la Macedonia di Filippo V rimase la maggior potenza militare della Grecia.
Dopo il 217 a.C. Filippo V volse le sue attenzioni verso la Repubblica di Roma, alle prese con Annibale. A seguito della battaglia di Canne nel 216, invase l'Illiria nella parte più a occidente della penisola balcanica, si alleò con Annibale e Cartagine nel 215 e progettò anche di attraversare il mare Adriatico per invadere l'Italia.
Filippo V sconfisse ancora la Lega etolica e Roma nella Prima guerra macedonica (214-205 a.C.) dopo che costoro si strinsero in un'alleanza contro di lui nel 211. Questa guerra terminò con due trattati: uno con la Lega etolica nel 206; l'altro con Roma nel 205. Conosciuto come la Pace di Fenice, il trattato permise a Filippo V di conservare le terre che aveva in Illiria. Questo conflitto sostanzialmente manteneva gli stessi casus belli della Guerra degli Alleati e ebbe la stessa conclusione, ossia con una seconda guerra tra la Lega degli Etoli e la Macedonia, con i primi ancora sconfitti.